# همیلتون ریول
همیلتون ریول (انگلیسی: Hamilton Revelle؛ ۳۱ مه ۱۸۶۷ –  ۱۱ آوریل ۱۹۵۸) یک هنرپیشه اهل بریتانیا بود.
از فیلم‌ها یا برنامه‌های تلویزیونی که وی در آن نقش داشته‌است می‌توان به دکتر آنتونیو و تائیس اشاره کرد.